# تمساح زرهی آفریقای مرکزی
تمساح زرهی آفریقای مرکزی (انگلیسی: Central African slender-snouted crocodile) تمساح پوزه باریک آفریقای مرکزی (تمساح زرهی آفریقای مرکزی) یکی از دو گونه تمساح در سرده Mecistops است. زمانی تصور می‌شد که این یک جمعیت از تمساح پوزه‌باریک باریک آفریقای غربی (تمساح پوزه باریک) باشد، اما پس از دو مطالعه دقیق، یکی در سال ۲۰۱۴ و دیگری در سال ۲۰۱۸، خود به گونه‌ای تبدیل شد.
این گونه در سال ۱۸۳۵ بر اساس نمونهٔ تمساح مرده‌ای در باغ‌وحش لندن که ادعا می‌شد در بیوکو جمع‌آوری شده بود، توصیف شد. بررسی‌های نمونه‌ها و توالی‌های مولکولی آنها نشان داد که دو گونه مختلف در مناطق هیدرولوژیکی مجزا وجود دارند. M. leptorynchus به راحتی از نظر مورفولوژیکی از M. cataphractus با عدم وجود یک توبرکل یا باس گرد در مقیاس سنگفرشی در پشت سر در اولی و موجود در دومی متمایز می‌شود.